# Mei Nagano
Mei Nagano (永野 芽郁 Nagano Mei?,  Tokio; 24 de septiembre de 1999) es una actriz y modelo japonesa representada por la agencia Stardust Promotion. Nagano es conocida por protagonizar el asadora Hanbun, Aoi. de la NHK y la película My Love Story!

## Filmografía

### Televisión
- Yae no Sakura (NHK, 2013).
- Itsuka Kono Koi o Omoidashite Kitto Naite Shimau (Fuji TV, 2016).
- Koe Koi (TV Tokyo, 2016).
- Sanada Maru (NHK, 2016).
- We Did It (Fuji TV, 2017).
- Hanbun, Aoi. (NHK, 2018).

### Cine
- Zebraman 2: Attack on Zebra City (2010)
- Rurouni Kenshin (2012)
- Tsukuroi Tatsu Hito (2015)
- My Love Story!  (2015)
- Peach Girl (2017)
- Hirunaka no Ryūsei (2017)
- Teiichi's Country (2017)
- Parks (2017)
- Mix (2017)
- Ni no Kuni (2019)

## Anuncios
- 2016: Alpen
- 2016: UQMobile[4]
- 2016: TOWNWORK[5]
- 2016: Sekisui House
- 2016: Calpis Calpis Water[6]
- 2015: HOYA iCity
- 2015: Nintendo
- 2015: Honda GRACE
- 2015: LIFENET INSURANCE COMPANY
- 2012 - 2013 Meiji Seika Milk Chocolate
- 2012: Coca-Cola
- 2012: Tokyo Electric Power Company Switch!

### Revistas
- Ribon, Shūeisha 1955-, como modelo exclusiva desde 2010 -
- Nico☆Puchi, Shinchosha 2006-, como modelo exclusiva desde 2010 a 2013
- Nicola, Shinchosha 1997-, como modelo exclusiva desde 2013 a 2016[7]
- Seventeen, Shūeisha 1968-, como modelo exclusiva desde 2016 -[8]